# Diocesi di Betagbarar
La diocesi di Betagbarar (in latino Dioecesis Betagbarensis) è una sede soppressa e sede titolare della Chiesa cattolica.

## Storia
Betagbarar, nell'odierna Algeria, è un'antica sede episcopale della provincia romana di Numidia.
Un solo vescovo è noto di questa sede. Alla conferenza di Cartagine del 411, che vide riuniti assieme i vescovi cattolici e donatisti dell'Africa, partecipò per parte donatista Januarius episcopus Betagbaritanus, che dichiarò di non avere competitore cattolico nella sua diocesi.
Dal 1933 Betagbarar è annoverata tra le sedi vescovili titolari della Chiesa cattolica; dal 3 febbraio 1987 il vescovo titolare è Martin Gächter, già vescovo ausiliare di Basilea.

## Cronotassi

### Vescovi
- Ianuario † (menzionato nel 411) (vescovo donatista)

### Vescovi titolari
- Jacques Grent, M.S.C. † (15 gennaio 1965 - 15 novembre 1976 dimesso)
- David Every Konstant † (28 marzo 1977 - 12 luglio 1985 nominato vescovo di Leeds)
- Martin Gächter, dal 3 febbraio 1987